# بار جنوبی (ورمانت)
بار جنوبی (به انگلیسی: South Barre) یک منطقهٔ مسکونی در ایالات متحده آمریکا است که در بار واقع شده‌است. بار جنوبی ۵٫۴ کیلومتر مربع مساحت و ۱٬۲۴۲ نفر جمعیت دارد و ۲۲۵ متر بالاتر از سطح دریا واقع شده‌است.